# Брајан Тичер
Брајан Дејвид Тичер (енгл. Brian David Teacher; 23. децембар 1954) је бивши амерички тенисер.

## Каријера
Најбољи пласман на АТП листи у каријери је достигао 1981. када је био седми тенисер света. Тичер је упамћен по победи на Отвореном првенству Аустралије 1980. У финалу је победио Кима Варвика из Аустралије у три сета. Такође је један од само пет америчких играча у Опен ери који су освојили једну гренд слем титулу (заједно са Ченгом, Герулајтисом, Родиком и Танером).
Након играчке каријере, постаје тренер и ради са, између осталих, Андре Агасијем и Грегом Руседским. Под његовим водством, Руседски је ушао у ТОП 10 на свету и у финале УС Опена. Тренутно води тениску академију у Јужној Пасадени, Калифорнија.

## Гренд слем финала

### Појединачно 1 (1—0)
| Исход  | Година | Турнир                        | Подлога | Противник  | Резултат         |
| Победа | 1980   | Отворено првенство Аустралије | Тврда   | Ким Варвик | 7–5, 7–6(4), 6–2 |